# Knut Hallgren
Knut Oskar Ernst August Hallgren, född 13 december 1893 i Grums, död 6 augusti 1973 i Stockholm, var en svensk målare, tecknare, konsthantverkare och lärare i ritteknik vid Stockholms stads tekniska skola. 
Hallgren studerade vid Tekniska skolans aftonskola samt vid Högre konstindustriella skolan i Stockholm 1913–1916. Under studiefria perioder på skolan arbetade han som dekortecknare vid Per Nymans Porslinsmåleri i Lidköping. För Rörstrands Porslinsfabrik arbetade han 1931–1937 där han huvudsakligen ritade servisdekorer.
Han har haft en separatutställning på Gummesons konsthall 1941, samt deltagit i samlingsutställningar på Liljevalchs konsthall, Värmlands konstförening och han medverkade även i utställningen Svenska akvareller 1925–1947 på Nationalmuseum. 
Som konstnär har han utfört landskapsmålningar och stilleben. Han har formgivit flera uppmärksammade armaturer till kyrkor, designat tenn och tapeter samt arbetat som reklamtecknare och utfört ett flertal offentliga utsmyckningar. Hallgren var en av stiftarna av Värmländska Konstnärsförbundet 1919.
Hallgren är reprenterad på Värmlands museum samt i Gustav VI Adolfs konstsamling.
Han var son till disponent Gustav Hallgren och Anna Esping samt gift med konstnären Birgit Wiesler (1895–1986). Makarna är gravsatta på Danderyds kyrkogård.